# San Pedro de Guasayán
San Pedro de Guasayán (auch: San Pedro) ist die Hauptstadt des Departamento Guasayán in der Provinz Santiago del Estero im nordwestlichen Argentinien. Sie liegt beiderseits der Grenze zum Departamento Santa Rosa in der Provinz Catamarca, 124 Kilometer von der Provinzhauptstadt Santiago del Estero entfernt und ist über die Ruta Provincial 64 mit ihr verbunden. In der Klassifikation der Gemeinden der Provinz Santiago del Estero ist sie als Gemeinde der 3. Kategorie eingeteilt.

## Bevölkerung
Auf der Seite der Provinz Santiago del Estero hat San Pedro de Guasayán 1.715 Einwohner (2001, INDEC), das sind 23 Prozent der Bevölkerung des Departamento Guasayán. Darüber hinaus wohnen 689 Einwohner auf dem Gebiet der Provinz Catamarca. Die Gesamtbevölkerung des Ortes betrug also zum Zeitpunkt des letzten INDEC-Zensus (2001) 2.404 Einwohner.